# Banco Ciudad de Buenos Aires (Edificio Ventas)
El Edificio Ventas del Banco Ciudad de Buenos Aires (en sus comienzos Banco Municipal de Préstamos, luego Banco Municipal de Buenos Aires) es un edificio de estilo moderno ubicado en la calle Esmeralda 660, en el barrio de San Nicolás, en la ciudad de Buenos Aires, Argentina. Está dedicado a exhibición de objetos destinados a remate, además de alojar el Salón Auditorio Santa María de los Buenos Ayres, adonde se realizan las subastas. Además, incluye diversas oficinas del banco. También es denominado Complejo Esmeralda.

## Descripción

### Edificio original
Fue proyectado por el arquitecto Ángel Pedro Tagliaferri para reemplazar al local que funcionaba en el edificio de la Avenida de Mayo 1073, que luego fue demolido para la apertura de la Avenida 9 de Julio. Se construyó en un terreno conectado a la casa matriz del banco, en la esquina de las calles Viamonte y Suipacha y se terminó en el año 1939. En la obra participaron los ingenieros Herrera y Fillol Day. 
Tomando en cuenta las necesidades que se hicieron notar en la primera sede del Salón de Ventas, la premisa fue distribuir el nuevo edificio en los 4 rubros principales de las subastas del Banco Municipal: alhajas, objetos varios, muebles y ropas. 
En el 2º sótano se instalaron los servicios del edificio (tanques de agua, incinerador, caldera); en el 1º sótano, la exposición de muebles, con un acceso especial desde la calle y una salida con rampa para camiones hacia la calle Viamonte. En la planta baja se dispusieron las exposiciones de alhajas y objetos varios, con vitrinas en el frente para su exhibición. En los pisos 1º y 2º se ubicaron dos anfiteatros hacia el contrafrente, uno para objetos varios y el otro para alhajas, y diversas oficinas. En el 3º piso se instaló la exposición de ropas con su anfiteatro de remates, y en el 4º piso la Mutual de Personal y la sala de exhibiciones para Ayuda Social.

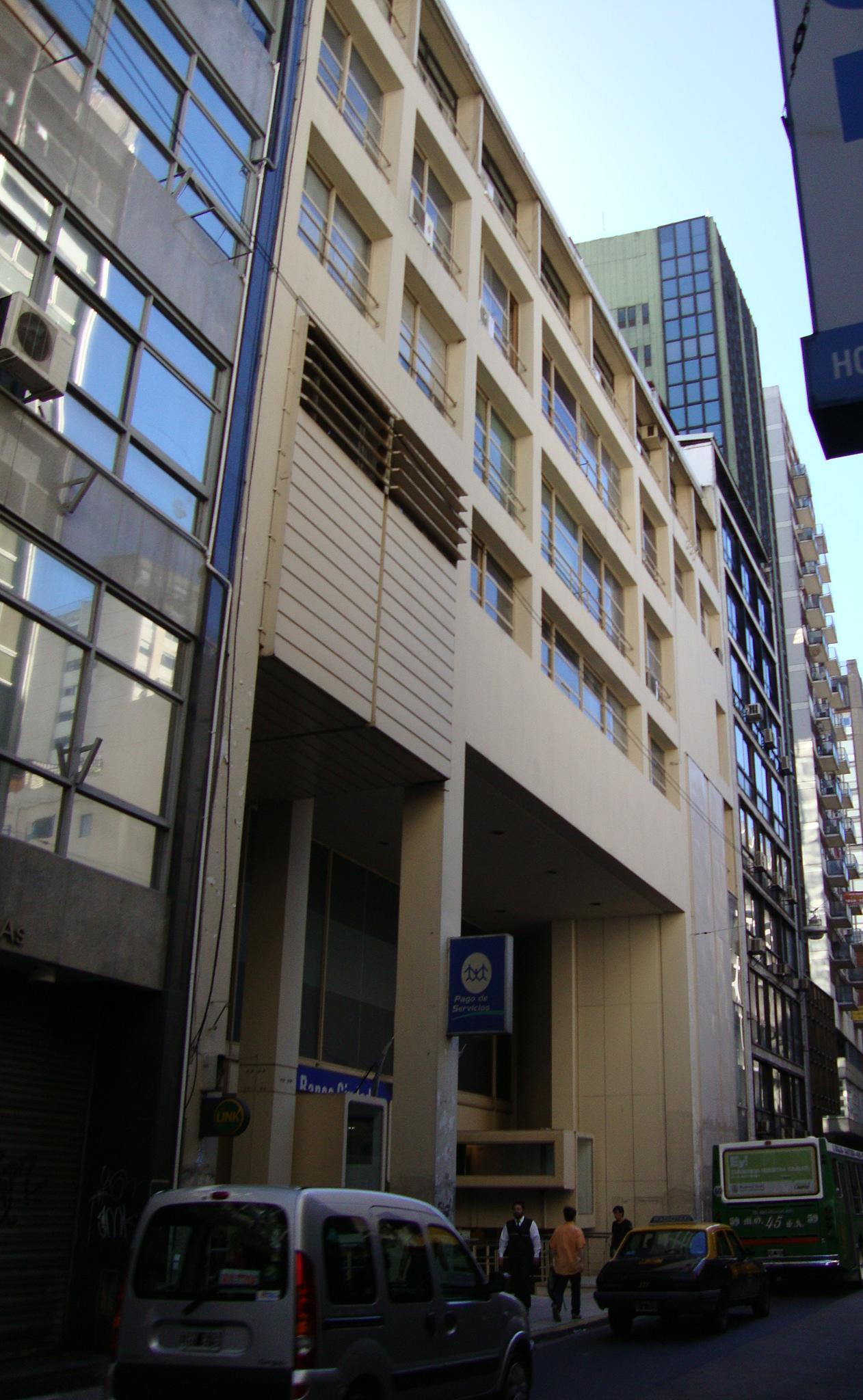
La fachada actual

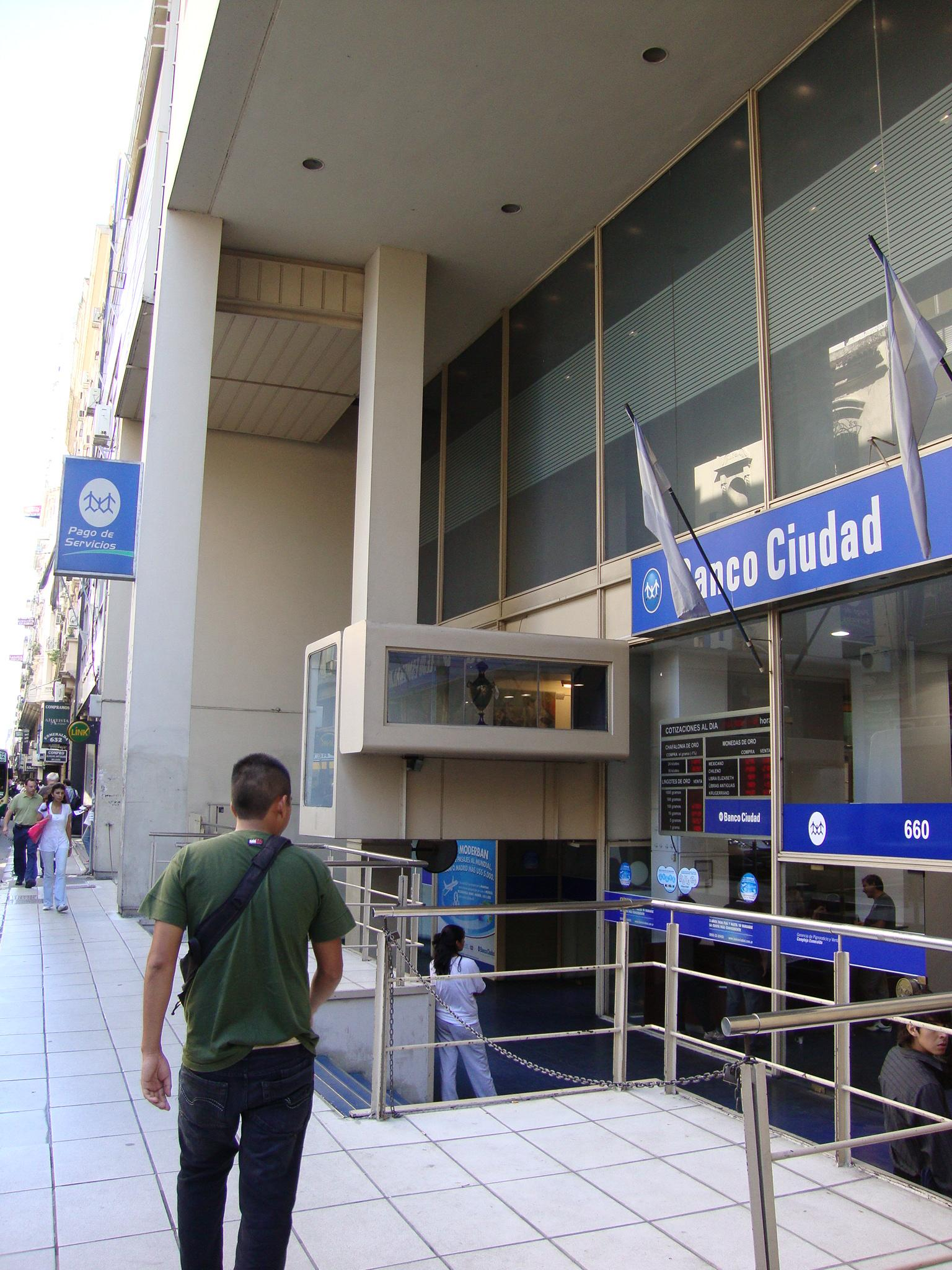
El acceso, bajo el nivel de la vereda, posee dos volúmenes salientes flotantes que exhiben objetos

### Remodelación
Con la modernización del Banco Municipal impulsada en su 90 aniversario, el edificio fue rediseñado, al igual que muchas sucursales, para adaptarse a la estética corporativa establecida por la nueva casa matriz del banco en Florida y Cangallo (hoy Tte. Gral. Juan D. Perón), por el estudio de arquitectos de Flora Manteola, Ignacio Petchersky, Javier Sánchez Gómez, Josefa Santos, Justo Solsona y Rafael Viñoly (hoy M/SG/S/S/S). Las obras del mismo aprovecharon el período de vacaciones de verano, durante las cuales el sector de remates permanecía cerrado: comenzaron el mismo año que se inauguró la nueva casa matriz, el 1 de diciembre de 1968, y la inauguración fue el 27 de junio del año siguiente.
Las obras fueron dirigidas por Solsona y realizadas por la constructora Sebastián Maronese e hijos. Fue necesaria la ampliación de las instalaciones del Edificio de Ventas, ya que resultaban insuficientes para las dimensiones que había adquirido la institución. Se respetó la ubicación de las salas de exhibición en la planta baja y las de venta en los pisos superiores, pero se reconfiguraron los espacios de circulación. Para ello se instalaron dos escaleras mecánicas desde la planta baja al 1º piso, se ampliaron los dos ascensores y se agregó un monta-vehículos, para trasladarlos cargados de objetos directo a la sala de ventas.

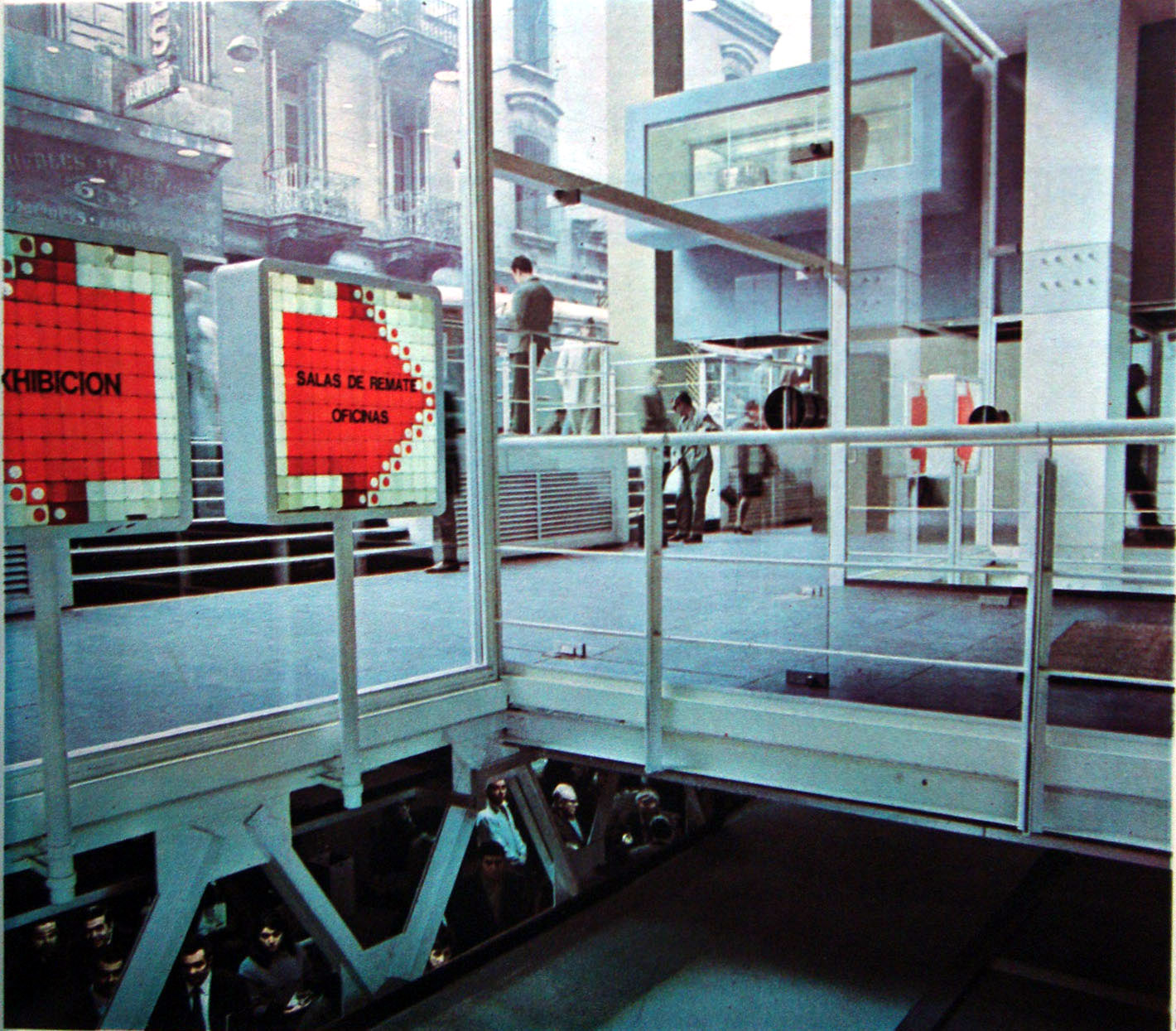
La entrada al edificio remodelado (1969)

Se unieron los espacios de la planta baja y el subsuelo, demoliendo la losa que los separaba. Aprovechando la amplitud del nuevo ambiente, se dispuso desde la entrada del edificio una rampa, con exhibiciones de objetos de remate a lo largo, y un sistema de pasarelas con vitrinas; y el subsuelo se destinó a los objetos de mayores dimensiones, que podían ser igualmente vistos desde la altura.
En cuanto a los pisos superiores, se construyeron 2 nuevas salas de remate en los pisos 3º y 4º, demoliendo la losa que los separaba, y utilizando espacios antes ocupados por oficinas. Se mantuvo el 5º piso como depósito, y se construyó encima una nueva planta, destinada a oficina de la Gerencia y la administración.